# Statuto di Marlborough
Lo Statuto di Marlborough (52 Henry 3) era una serie di leggi approvate dal re Enrico III d'Inghilterra nel 1267. 
Viene chiamato così perché è stato approvato a Marlborough, dove si era riunito il Parlamento. È la più antica norma giuridica di Statute law nel Regno Unito che non è ancora stata abrogata.

## Contenuto e struttura
Era originariamente composto da ventinove capitoli; il titolo completo era 
Il preambolo lo data come "...il due e cinquantesimo anno del regno del re Enrico, figlio del re Giovanni, nell'utas di San Martino...", che darebbe la data del 19 novembre 1267; "utas" è un termine arcaico per indicare l'ottava, cioè l'ottavo giorno dopo una festa, in questo caso, il giorno della festa di san Martino.
I capitoli in corso di validità sono c.1, c.4, e c.15 (spesso definiti come il Distress Act 1267), che cercano di regolamentare il pagamento del risarcimento ("pignoramento") e rendono illegale ottenere risarcimento per danni in modi diversi da quelli ottenibili attraverso i tribunali, e c.23 (the Waste Act 1267) - (la legge sui rifiuti 1267), che cerca di impedire ai coloni di "fare discarica rifiuti" la terra dove sono in affitto. Il Capitolo 15 definisce luoghi in cui sono proibite l'adozione delle "afflizioni"; questi includono le grandi strade reali e la pubblica via. In altre parole, azioni per porre rimedio a una violazione di qualche tipo da una persona nei confronti di un'altra non possono essere prese in strada, ecc.
I capitoli abrogati includono le norme sulla resistenza ai pubblici ufficiali del Re, la conferma dei privilegi, tutela, redisseisin, abiti di Corte, regole sugli sceriffi, beaupleader, atti reali, essoin, giurie, guardiani dello socage, sentenze e sanzioni per mancanza di comparizione, dichiarazioni false dell'imputato o della difesa, replevin, proprietari terrieri senza vincoli (chi detiene beni allodiali), inchiesta, omicidio, beneficio del clero, e prelati.
Nel Regno Unito, il capitolo 1 del presente statuto può essere citato come "the Distress Act 1267". Nella Repubblica d'Irlanda, i capitoli 1, 4 e 15 possono essere citati insieme al Distress Act 1267.